# Rat špijuna
Rat špijuna je epizoda Zagora objavljena u svesci #161. u izdanju Veselog četvrtka. Na kioscima u Srbiji se pojavila 4. juna 2020. Koštala je 270 din. (2,27 €; 2,65 $) Imala je 94 strane.

## Originalna epizoda
Originalna epizoda pod nazivom Guerra di spie objavljena je premijerno u #629. regularne edicije Zagora u izdanju Bonelija u Italiji 2. decembra 2017. Epizodu je nacrtao Valter Venturi, a scenario napisao Luiđi Minjako. Naslovnicu je nacrtao Alessandro Piccinelli. Koštala je 3,9 €.

## Kratak sadržaj
Nakon duže borbe sa Smirofovim agentima u močvari Mo-Hi-La, Zagor uspeva da ih pobedi i vraća se nazad u kolibu. U njoj ga čekaju grof Lapalet i Čiko, koji su zabrinuti za rat koji može da nastane ako Smirnof organizuje ubistvo engleskog prestolonaslednika. Zagor odlučuje da najpre ode do radnje na jezeru Mičigen gde se sreće sa Popovom i Popofom, lažnim plemićima iz Badenlandije, koji su u stvari ruski agenti. Zagor ubeđuje da se obrate američkoj tajnoj službi i obaveste je o Smirnofovim tajnim planovima. Za to vreme Zagor kreće ka logoru lorda Malkoma Psidžoj, koji navodno predstavlja Smirnofljevu metu. Pošto je prekinuo Malkoma u lovu, tek što će ga obavestiti o zaveri, iz šatora izlazi sam Smirnof i kaže da je on o tome već obavestio lorda, te kaže lordu da je organizator atentata upravo Zagor.

## Detaljan sadržaj
Preuzeto sa sajta Stripocenzija.com
Smirnofovi ljudi pucaju na Zagora čim ga vide, dok se ona dvojica udave u živom pesku. Zagor im kaže da još uvek ima vremena da se spasu, ukoliko odustanu od svoje namere i napuste močvaru, ali oni ne pristaju na to, i još uvek pokušavaju da ga ubiju. Dvojicu njih ubiju zmije otrovnice, dok većinu ostalih ubija Zagor. Trojica njih odustane od borbe i pobegne, a jedan otkriva Zagoru gde je dogovoreno mesto na kojem treba da se nađu sa Smirnofom. Zagor se vraća do kolibe, i kaže Čiku i Lapaletu da je Smirnof krenuo prema kanadskom delu Ontarija, kako bi ostvario svoj plan ubistva. Lapalet kaže da je stvar ozbiljna, i da su im potrebni saveznici kako bi ga zaustavili, a da zna i ko bi mogao da im pomogne, dvojica ruskih tajnih agenata, lažni plemići iz Badenlandije. Nekoliko godina ranije, Lapalet ih je sreo u Njujorku, gde su bili pod novim lažnim identitetima, trgovci Popov i Popov, finci koji nameravaju da otvore trgovačku agenciju na jezeru Mičigen. Zagor, Čiko i Lapalet odlučuju da krenu do jezera Mičigen i pronađu ih, i nakon nekoliko dana stižu na svoje odredište. Tamo zatiču grupu indijanaca sa kojom Popov i Popov raspravljaju da treba da usvoje trgovinu novcem, a ne robom. Čiko odlučuje da se umeša, i ponavlja svoje nekadašnje prerušavanje u velikog mađioničara Čikolinija (#150), kako bi pred indijancima izvodio trikove sa kartama. Nakon više igara pogađanja karata, indijanci prihvataju da za svoja krzna uzmu novac umesto robe, ukoliko im Čiko da svoje karte, nakon čega odlaze. Zagor priča ruskim agentima kako stoje stvari, i traži od njih da stupe u kontakt sa ruskom tajnom službom, ali oni odgovaraju da bi trebalo puno vremena da njihov poziv u pomoć stigne tamo, i zato Lapalet predlaže da potraže pomoć od američke tajne službe. Rusi kažu da znaju američke agente, i da je njihov zapovednik Nelson Hariman, stari Zagorov poznanik (#59). Zagor im kaže da spomenu i njegovo ime, kako bi ubedili Harimana da im pomogne, nakon čega sa Čikom i Lapaletom nastavljaju prema Ontariju. U Torontu, Smirnof priča sa svojom desnom rukom, Vladom, o tome da bi Zagor mogao da im predstavlja problem, ali da ima rezervni plan u slučaju da se on umeša u pokušaj atentata. Nedelju dana kasnije, u šumi na zapadu Ontarija, lord Malkolm Pisdžoj je u lovu zajedno sa vojnom pratnjom i indijancima. Zagor, Čiko i Lapalet stižu tamo, i nakon što čuju pucanj koji je lord ispalio, Zagor kreće u tom pravcu, ostavljajući Čika i Lapaleta usred šume. On ubrzo stiže do logora, u kojem zatiče veliki broj britanskih vojnika u crvenim mundirima i njihovih indijanskih saveznika. Tada odlučuje da se pokaže, i kaže lordu da se sprema atentat na njega, ali iz šatora tada izlazi Smirnof, koji je već predvideo da bi to moglo da se desi. Smirnof, pod lažnim anagramskim imenom F. Normis, već je ranije ispričao lordu Malkolmu i njegovoj pratnji da je Zagor opasni ludak koji radi protiv kraljevstva, i koji namerava da ga ubije, zbog čega vojska i indijanci upere svoja oružja u njega.

## Prethodno pojavljivanje Smirnofa
Grof Smirnof se prvi put pojavljuje u epizodama Zagonetna formula (ZS-430) i Blindirana soba (ZS-431), koje su objavljene u originalnoj Zlatnoj seriji u bivšoj Jugoslaviji 1978. godine. Ove dve sveske (#160. i 161) njihov su direktan nastavak.

## Prethodna i naredna epizoda
Prethodna epizoda nosila je naslov Smirnofova osveta (#160), a naredna Ubite lorda Malkoma! (#162)